# 2014年民主進步黨主席選舉
民主進步黨第十五屆黨主席選舉，於2014年（民國103年）5月25日舉行，是民主進步黨自1998年第八屆黨主席選舉以來所舉辦的第六次黨員直選黨主席。選舉方式採用直接、平等、無記名、單記、相對多數投票制度。在當年底，即將舉行直轄市長及縣市長選舉。
本屆選舉共有兩位候選人，依抽籤順序分別為：前任高雄縣副縣長郭泰麟、以及前任民主進步黨主席蔡英文。民主進步黨於5月25日晚間宣布開票結果，蔡英文以歷屆最高的85,410票勝出，當選民主進步黨第15屆黨主席，得票率93.71%；而郭泰麟則獲得5,734票，得票率6.29%。蔡英文並於同年5月28日宣誓就職，回鍋當擔任黨主席一職，成為民進黨創黨以來首位三度出任黨主席的黨員。

## 選舉方式
依據民主進步黨黨章《黨職人員選舉辦法》：
* 黨主席、各級黨部之黨員代表及主任委員，除另有規定外，由黨員直選產生。
- 現任總統為本黨黨員時，自其就任之日起，為本黨主席，至其卸任之日止。其任期以憲法規定之總統任期為一任，不適用第十五條第三項關於任期之規定。
- 除另有規定外，黨員加入本黨連續滿二年者，始具選舉權、被選舉權，但第一類黨職之黨主席選舉，如有重大情事，經中央執行委員會同意者，得放寬選舉人之入黨期限。
- 中央黨部辦理黨主席選舉時，應舉辦至少一場電視政見發表會。前項電視政見發表會舉辦之時間、地點、程序與規則，由中央黨部擬具，經與黨主席候選人協商後定之。

## 作業時程
| 民主進步黨第15屆黨主席選舉作業時程 | 民主進步黨第15屆黨主席選舉作業時程 |
| 辦理日期                           | 作業項目                           |
| ---------------------------------- | ---------------------------------- |
| 2014年4月9日                       | 中央黨部發佈公告。                 |
| 2014年4月14日至4月18日             | 參選人領表及受理登記。             |
| 2014年4月19日至5月17日             | 黨中央向登記參選人進行溝通協調。   |
| 2014年4月23日                      | 中執會審查候選人資格。             |
| 2014年4月24日                      | 黨主席候選人抽籤決定號次。         |
| 2014年5月14日                      | 黨中央發佈黨主席選舉公報。         |
| 2014年5月18日                      | 黨中央舉辦候選人電視政見發表會。   |
| 2014年5月25日                      | 進行黨員投票、開票。               |
| 2014年5月28日                      | 中執會公告黨主席當選名單。         |

## 候選人
| 民主進步黨第15屆黨主席候選人 | 民主進步黨第15屆黨主席候選人 | 民主進步黨第15屆黨主席候選人                                     |
| 備註                         | 簡歷 | 狀態                                                             |
| ---------------------------- | --- | ---------------------------------------------------------------- |
| 謝長廷                       | 背景：職業律師 簡歷： - 民主進步黨第9任副總統候選人（1996） - 高雄市第2屆直轄市長（1998－2002） - 高雄市第3屆直轄市長（2002－2005） - 民主進步黨第9屆黨主席（2000－2002） - 中華民國行政院第19任院長（2005－2006） - 民主進步黨第12任總統候選人（2008） - 民主進步黨第11屆代理黨主席（2008）                                    | 選舉狀態：退選。 宣佈日期：2014年1月30日 退選日期：2014年4月14日 |
| 蘇貞昌                       | 背景：職業律師 簡歷： - 屏東縣第11屆縣長（1989－1993） - 臺北縣第13屆縣長（1997－2001） - 臺北縣第14屆縣長（2001－2004） - 中華民國總統府第23任秘書長（2004－2005） - 民主進步黨第11屆補選黨主席（2005） - 中華民國行政院第20任院長（2006－2007） - 民主進步黨第12任副總統候選人（2008） - 民主進步黨第14屆黨主席（2012－現任） | 選舉狀態：退選。 宣佈日期：2014年2月12日 退選日期：2014年4月14日 |
| 郭泰麟                       | 背景：科技界 - 南科產經協會理事長（1998－2004） - 台灣生物安全協會理事長（2004－2010） 簡歷： - 高雄縣第14屆副縣長（2001－2002） | 選舉狀態：落選。 宣佈日期：2014年3月5日 登記日期：2014年4月14日  |
| 蔡英文                       | 背景：法學教授 簡歷： - 中華民國行政院陸委會第6任主委（2000－2004） - 中華民國行政院消保會第20任主委（2006－2007） - 中華民國行政院第20任副院長（2006－2007） - 民主進步黨第12屆黨主席（2008－2010） - 民主進步黨第13屆黨主席（2010－2012） - 民主進步黨第13任總統候選人（2012）                                                | 選舉狀態：當選。 宣佈日期：2014年3月15日 登記日期：2014年4月18日 |

## 競選過程
民主進步黨內，原本共有四人表態有意參選黨主席，依宣佈日期分別為：
- 前行政院院長謝長廷。
- 黨主席蘇貞昌。
- 前高雄縣副縣長郭泰麟。
- 前行政院副院長蔡英文。

然而，隨著太陽花學運、黨主席選舉登記延期辦理，蘇貞昌及謝長廷先後於4月14日宣佈退選。
蘇貞昌表示，「為了打贏2014，力量不能散，黨不能先亂」，因此自己「不忍撕裂、所以放手」，宣佈退選。謝長廷隨即表示，「民進黨要重燃支持者的熱情、重拾人民信任，最需要走出派系和包袱，有更多的對話協商，真正還政於民」，並表達退選的決定。
對此，蔡英文發表聲明表示，蘇謝兩人「為台灣民主勞心勞力、全心付出，值得所有台灣人民的肯定」，並強調「我們必須堅定的承擔，承先啟後，完成世代傳承和黨的改革」。同日完成登記的郭泰麟，則肯定蘇貞昌為黨的團結退選，並表示「黨需要新領導新思維，邁向全面執政之路」。蔡英文隨後於4月17日完成登記。
2014年5月18日，民進黨在年代電視舉辦候選人電視政見發表會，由年代新聞台轉播。
2014年5月25日晚間，民進黨發言人張惇涵宣布開票結果，蔡英文勝選。

## 主要政見

### 謝長廷
民主再進步、民主2.0：
一、黨本身的提升，加入審議式民主，由黨公職定期向選民報告政策。
二、透過國是會議，完成中央政府體制及結構改造。

三、兩岸方面擬定明確可行政策，兩岸可繁榮和平發展。

### 郭泰麟
* 黨主席任內不得參選公職
- 暨增設黨副主席納入黨章
- 十萬菁英入黨、恢復黨員投票
- 推動二次政改、實踐內閣體制
- 健全鄉鎮黨務、培訓黨政人才
- 啟發全球思維、支援在地行動
- 落實育兒津貼、強化長照制度
- 捍衛台灣主體、邁向全面執政

### 蔡英文
重建黨與社會的信任契約
一、面對執政黨一意孤行的國家危機，民進黨不能只有對抗的角色，更應該強化社會溝通，凝聚多數共識和力量，重新建立黨與社會間的信任契約。
二、經過群眾路線到議會路線，民進黨未來更要與公民團體建立共識、互信，以及共同的行動目標，積極走向公民路線。在共同目標的推進上，政黨不必然要當領導者，但是一定是同行的夥伴關係。 在此基礎上，我們將與公民團體展開下列對話：
1. 總體經濟戰略的選擇
2. 憲政體制的改造與民主深化
3. 符合台灣戰略利益的兩岸政策
4. 青年未來與世代正義的落實

同時，架構新境界智庫作為黨與公民團體之間的公共事務對話平台。建立與公民社會的對話機制，共同形塑國會黨團的立法議程。
三、年輕世代是台灣未來的希望，更是最生猛的改革動力，他們的語言、思考、行動方式都與傳統不同，我們必須學習打開世代對話的空間。我們將推動：
1. 設立數位黨部，開辦青年議會，搭建與青年世代對話平台，強化世代連結，擴大社會基礎
2. 推動新世代人才養成計畫，有系統培訓：國際事務和兩岸、立法和公共政策以及中央地方各級參政人才，培養具備領導、溝通協調與組織能力的新世代領導人才，加速世代傳承。
3. 任期內加速完成黨組織與領導的世代更新。

四、從中央一元領導走向多元草根力量，地方黨部和基層民代應該發揮更大功能，作為社會力的網絡聯結點。

五、我們重視兩岸交流，也重視民主價值，我們堅持「民主程序、公平正義、社會溝通、法制監督」，在這個基礎上，我們積極面對兩岸交流，也將採取行動，與社會凝聚出最有利的共識。

## 民意調查
| 2014年民主進步黨主席選舉民意調查                                                        | 2014年民主進步黨主席選舉民意調查 | 2014年民主進步黨主席選舉民意調查 | 2014年民主進步黨主席選舉民意調查 | 2014年民主進步黨主席選舉民意調查 | 2014年民主進步黨主席選舉民意調查 | 2014年民主進步黨主席選舉民意調查 |
| 民調來源                                                                                | 完成日期                         | 蔡英文                           | 蘇貞昌                           | 謝長廷                           | 郭泰麟                           | 未表態                           |
| --------------------------------------------------------------------------------------- | -------------------------------- | -------------------------------- | -------------------------------- | -------------------------------- | -------------------------------- | -------------------------------- |
| 旺旺中時                                                                                | 2012年12月26日                   | 41%                              | 22%                              | 5%                               | ─                                | 32%                              |
| 台灣指標（页面存档备份，存于）                                                          | 2014年2月18日                    | 41.3%                            | 21.1%                            | 9.3%                             | ─                                | 28.3%                            |
| 台灣指標*（页面存档备份，存于）                                                         | 2014年2月18日                    | 60.9%                            | 21.8%                            | 7.2%                             | ─                                | 10.1%                            |
| 蘋果日報（页面存档备份，存于）                                                          | 2014年3月15日                    | 58.62%                           | 17.06%                           | 6.53%                            | ─                                | 17.79%                           |
| 註： 1. * 交叉分析民主進步黨支持者。 2. 蘇貞昌、及謝長廷兩人，於2014年4月14日宣佈退選。 |                                  |                                  |                                  |                                  |                                  |                                  |

## 選舉結果
| 號次   | 候選人 | 候選人 | 得票數 | 得票率 | 狀態   |
| ------ | ------ | ------ | ------ | ------ | ------ |
| 1      |        | 郭泰麟 | 5,734  | 6.29%  |        |
| 2      |        | 蔡英文 | 85,410 | 93.71% |        |
| 投票數 | 投票數 | 投票數 | 93,479 | 93,479 | 93,479 |
| 投票率 | 投票率 | 投票率 | 65.13% | 65.13% | 65.13% |

選舉結果結果由前黨主席蔡英文以壓倒性的得票當選。蔡英文亦在此次選舉中，再度打破了數項記錄：
- 蔡英文的得票數（85,410票），為黨主席開放黨員直選以來歷屆最高者；得票率（93.71%），亦為歷屆黨主席差額選舉中的最高者。
- 此外，蔡英文亦成為成為民主進步黨創黨以來首位三度當選黨主席的黨員。

### 相關選舉
- 2012年民主進步黨主席選舉
- 2014年直轄市長及縣市長選舉民主進步黨提名作業
- 2014年中華民國地方公職人員選舉
- 2016年中華民國中央公職人員選舉

## 資料來源

### 外部連結
- 民主進步黨中央黨部官方網站
- 2014年第15屆黨主席暨第16屆全國黨員代表選舉公告，民主進步黨中央黨部官方網站。
- 2014年第15屆黨主席暨第16屆全國黨員代表選舉登記狀況，民主進步黨中央黨部官方網站。
- 2014年第15屆黨主席暨第16屆全國原住民族黨員代表選舉號次抽籤結果，民主進步黨中央黨部官方網站。
- 2014黨主席暨原住民全代選舉公報，民主進步黨中央黨部官方網站。
- 民主進步黨第十五屆黨主席選舉新聞稿，民主進步黨中央黨部官方網站。